# Duchownickoje
Duchownickoje – osiedle typu miejskiego w Rosji, w obwodzie saratowskim. W 2010 roku liczyło 5338 mieszkańców.